# La Trinité (Savoie)
Pour les articles homonymes, voir La Trinité.
La Trinité est une commune française située dans le département de la Savoie, en région Auvergne-Rhône-Alpes.

## Géographie
La Trinité est un petit village rural de 284 habitants, situé en France dans le département de la Savoie, en Auvergne-Rhône-Alpes. Il se trouve dans le canton de La Rochette.
Sa superficie est de 4,88 km2, son altitude moyenne est de 514 mètres. Le petit village est entouré par les communes de Villard-Sallet, Villard-d'Héry et La Table. Le parc naturel régional du massif des Bauges y est proche. Chambéry n’est qu’à 19 km au sud-est.

### Les hameaux
Le village est très étendu dans la vallée du Gelon. Il se compose des hameaux :
- Pont-Belon ;
- le Fléchet ;
- la Charrière, présence d'une maison forte[2]
- les Grassets ;
- Chef-Lieu ;
- Cochette ;
- la Cave ;
- la Conche ;
- la Bittieu ;
- Scier ;
- Magnificat.

## Urbanisme

### Typologie
Au 1er janvier 2024, La Trinité est catégorisée commune rurale à habitat dispersé, selon la nouvelle grille communale de densité à sept niveaux définie par l'Insee en 2022.
Elle est située hors unité urbaine. Par ailleurs la commune fait partie de l'aire d'attraction de Valgelon-La Rochette, dont elle est une commune de la couronne,. Cette aire, qui regroupe 13 communes, est catégorisée dans les aires de moins de 50 000 habitants,.

### Occupation des sols
L'occupation des sols de la commune, telle qu'elle ressort de la base de données européenne d’occupation biophysique des sols Corine Land Cover (CLC), est marquée par l'importance des territoires agricoles (64,4 % en 2018), en augmentation par rapport à 1990 (60,3 %). La répartition détaillée en 2018 est la suivante : 
forêts (35,6 %), zones agricoles hétérogènes (31 %), prairies (18,5 %), terres arables (14,9 %).
L'IGN met par ailleurs à disposition un outil en ligne permettant de comparer l’évolution dans le temps de l’occupation des sols de la commune (ou de territoires à des échelles différentes). Plusieurs époques sont accessibles sous forme de cartes ou photos aériennes : la carte de Cassini (XVIIIe siècle), la carte d'état-major (1820-1866) et la période actuelle (1950 à aujourd'hui).

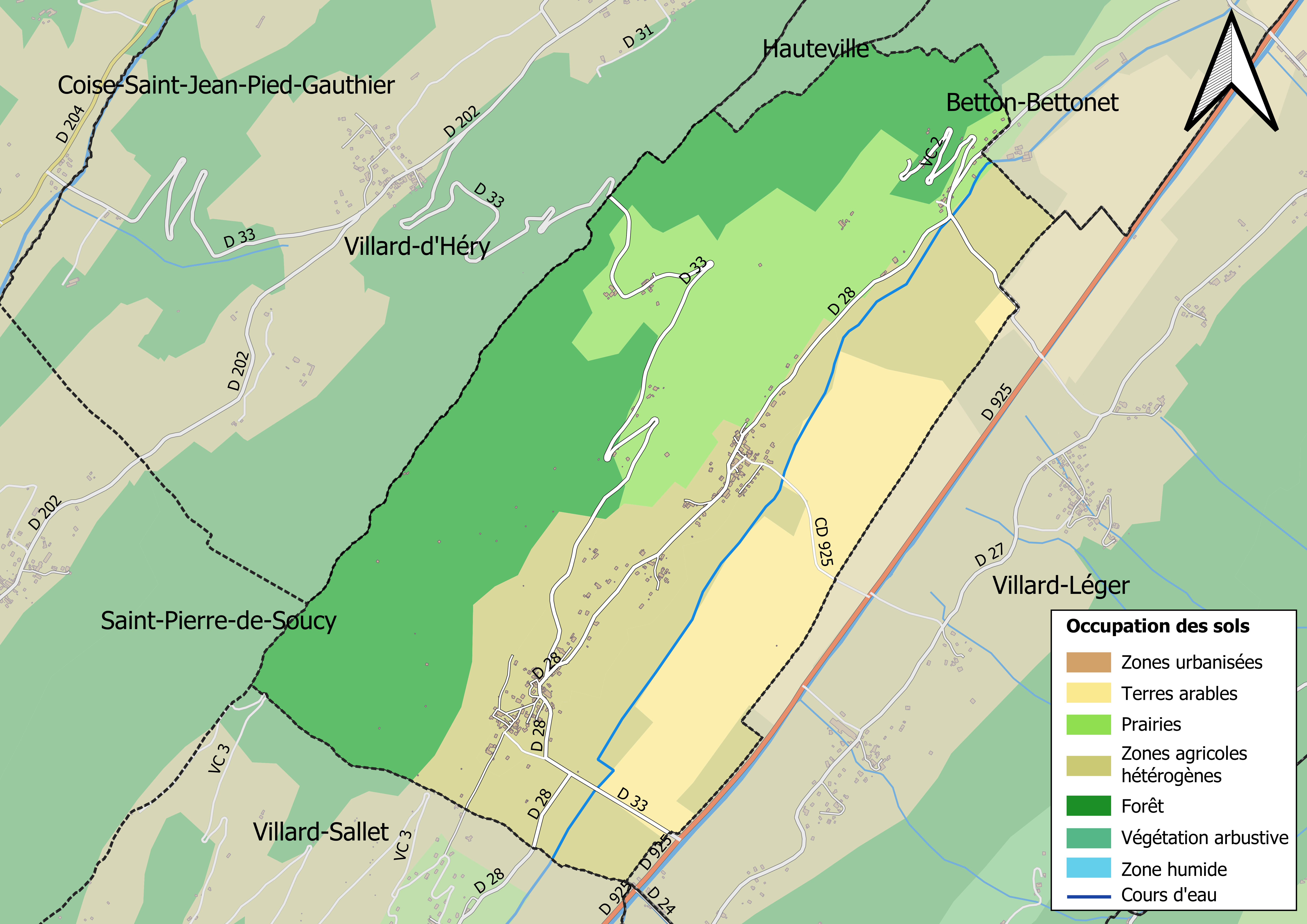
Carte des infrastructures et de l'occupation des sols en 2018 (CLC) de la commune.
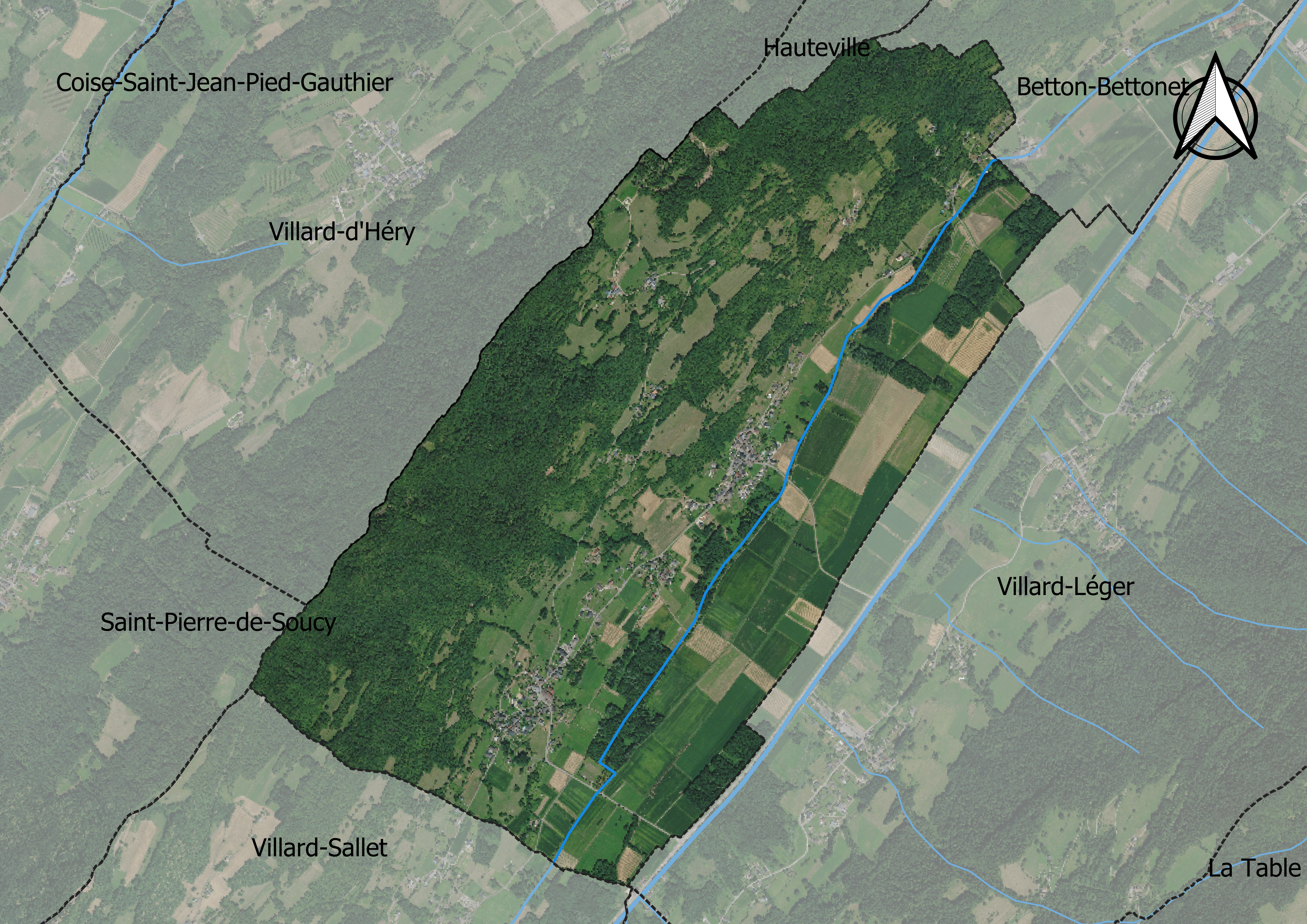
Carte orthophotogrammétrique de la commune.

## Toponymie
En francoprovençal, le nom de la commune s'écrit La Tarntâ, selon la graphie de Conflans.

## Politique et administration
| Période                                  | Période   | Identité          | Étiquette | Qualité                                          |
| ---------------------------------------- | --------- | ----------------- | --------- | ------------------------------------------------ |
| ...                                      | mars 1995 | Daniel Rivoly     | ...       | ...                                              |
| mars 1995                                | mars 2001 | Dominique Clerc   | ...       | ...                                              |
| mars 2001                                | En cours  | Jean-François Duc | PS        | Conseiller départemental du canton de Montmélian |
| Les données manquantes sont à compléter. |           |                   |           |                                                  |

La commune est membre de la Communauté de communes Cœur de Savoie. Elle appartient au Territoire du Cœur de Savoie, qui regroupe une quarantaine de communes de la Combe de Savoie et du Val Gelon.

## Démographie
L'évolution du nombre d'habitants est connue à travers les recensements de la population effectués dans la commune depuis 1793. Pour les communes de moins de 10 000 habitants, une enquête de recensement portant sur toute la population est réalisée tous les cinq ans, les populations de référence des années intermédiaires étant quant à elles estimées par interpolation ou extrapolation. Pour la commune, le premier recensement exhaustif entrant dans le cadre du nouveau dispositif a été réalisé en 2006.

En 2022, la commune comptait 380 habitants, en évolution de +9,51 % par rapport à 2016 (Savoie : +3,63 %, France hors Mayotte : +2,11 %).
| 1793 | 1800 | 1806 | 1822 | 1838 | 1848 | 1858 | 1861 | 1866 |
| ---- | ---- | ---- | ---- | ---- | ---- | ---- | ---- | ---- |
| 621  | 673  | 708  | 652  | 761  | 835  | 832  | 808  | 777  |

| 1872 | 1876 | 1881 | 1886 | 1891 | 1896 | 1901 | 1906 | 1911 |
| ---- | ---- | ---- | ---- | ---- | ---- | ---- | ---- | ---- |
| 771  | 730  | 707  | 690  | 676  | 610  | 540  | 503  | 463  |

| 1921 | 1926 | 1931 | 1936 | 1946 | 1954 | 1962 | 1968 | 1975 |
| ---- | ---- | ---- | ---- | ---- | ---- | ---- | ---- | ---- |
| 360  | 333  | 287  | 289  | 282  | 248  | 236  | 206  | 177  |

| 1982 | 1990 | 1999 | 2006 | 2011 | 2016 | 2021 | 2022 | - |
| ---- | ---- | ---- | ---- | ---- | ---- | ---- | ---- | - |
| 170  | 215  | 218  | 276  | 295  | 347  | 366  | 380  | - |

## Économie
En 2007, il y a 131 logements sur la commune dont 84,8 % sont des résidences principales et 10,7 % des résidences secondaires. Il y a 80,3 % de personnes en activité pour les 19 à 64 ans. Le taux de chômage du même âge est de 3,6 %. La part de l’agriculture est la plus importante (33 %), ensuite il y a la part du commerce, transport, service divers, l’administration publique, l'enseignement, la santé et l’action sociale à 22,2 %. Cela est suivi par l’industrie et la construction à 11,1 %. La zone d’emploi est principalement Chambéry.

## Culture locale et patrimoine

### Lieux et monuments
L'église de La Trinité a été construite à neuf en 1855-1856 sur un emplacement choisi hors du chef-lieu. Les dépenses se sont élevées à environ 34 000 francs. L'architecte est M. Pellegrini. L'église de la Trinité est simplement paroissiale aujourd'hui, car trop petite pour convenir à la population.